# 24 Hour Karate School
 24 Hour Karate School è l'album d'esordio del produttore hip hop statunitense Ski Beatz, pubblicato nel 2010 dall'etichetta di Damon Dash, la DD172. Collaborano al disco, tra gli altri, anche Jay Electronica, Curren$y, Smoke DZA, Wiz Khalifa, Joell Ortiz e Jean Grae.

## Tracce
1. Nothing But Us (feat. Curren$y & Smoke DZA) – 3:28
2. Go (feat. Jim Jones & Curren$y) – 2:52
3. Prowler 2 (feat. Jean Grae, Jay Electronica, Joell Ortiz) – 2:23
4. Do It Big!! (feat. The Cool Kids & Stalley) – 3:33
5. S.T.A.L.L.E.Y. (feat. Stalley) – 2:25
6. Not Like Me (feat. Tabi Bonney) – 3:00
7. Scaling the Building (feat. Wiz Khalifa & Curren$y) – 3:46
8. Super Bad (feat. Rugz D Bewler) – 3:36
9. I Got Mines (feat. Tabi Bonney, Nikki Wray, Ras Kass & Stalley) – 3:55
10. Back Uptown (feat. Camp Lo) – 3:09
11. Cream of the Planet (Instrumental) – 4:26
12. Taxi (Instrumental) – 3:13

## Classifiche
| Classifica (2010)         | Posizione massima |
| ------------------------- | ----------------- |
| US Heatseekers Albums     | 7                 |
| US Top Rap Albums         | 21                |
| US Top R&B/Hip-Hop Albums | 40                |